# Beep Me 911
Beep Me 911 je singl raperky Missy Elliott, skupiny 702 a rapera Magoo vydaný v roce 1998 z desky Supa Dupa Fly.

## Track list

### US Singl
12" Promo
Strana A
1. "Beep Me 911" (Album Version) – 4:58
2. "Beep Me 911" (Instrumental) – 4:57

Strana B
1. "Beep Me 911" (Ganja Kru Remix) – 6:27
2. "Beep Me 911" (Acapella) – 4:16

12" Promo
Strana A
1. "Beep Me 911" (Radio Version)
2. "Beep Me 911" (LP Version Dirty)

Strana B
1. "Beep Me 911" (Instrumental)
2. "Beep Me 911" (Acapella)

12" Remix Promo
Strana A
1. "Beep Me 911" (Remix) (Main Version) – 4:20
2. "Beep Me 911" (Remix) (Radio Version) – 4:05

Strana B
1. "Beep Me 911" (Remix) (Instrumental) – 4:17
2. "Beep Me 911" (Remix) (Acapella) – 3:51

12" Single
Strana A
1. "Beep Me 911" (Jason Nevins Beeps Missy Elliott 911 – 12" Version) – 6:03
2. "Beep Me 911" (Radio Version) – 4:24

Strana B
1. "Beep Me 911" (Remix – Main Version) – 4:20
2. "Beep Me 911" (Ganja Kru Remix) – 6:27

### UK Singl
10" Jason Nevins Remix Promo
Strana A
1. "Beep Me 911" (Jason Nevins Beeps Missy Elliott 911 Remix)

Strana B
1. "Beep Me 911" (Jason Nevins Beeps Missy Elliott 911 Remix)

CD Maxi-Single
1. "Beep Me 911" (Radio Version) – 4:24
2. "Beep Me 911" (Jason Nevins Beeps Missy Elliott 911 Radio Remix) – 3:55
3. "Beep Me 911" (Jason Nevins Beeps Missy Elliott 911 Extended Remix) – 5:02
4. "Beep Me 911" (Ganja Kru Remix) – 6:27

### German Singl
12" Promo
Strana A
1. "Beep Me 911" (Jason Nevins Beeps Missy Elliott 911 12" Club Version) – 6:03

Strana B
1. "Beep Me 911" (Jason Nevins Beeps Missy Elliott 911 12" Radio Version) – 6:03
2. "Beep Me 911" (US Radio Version) – 4:24

## Žebříčky (1998)
|                                       | Nejvyšší pozice |
| ------------------------------------- | --------------- |
| UK Singles Charts                     | 14              |
| U.S. Billboard Hot R&B/Hip-Hop Airpla | 13              |